# Acácio da Silva
Acácio da Silva Mora (Montalegre, 2 gennaio 1961) è un dirigente sportivo ed ex ciclista su strada portoghese.
Professionista dal 1982 al 1994, vinse cinque tappe al Giro d'Italia e tre al Tour de France.

## Carriera
Messosi in luce nel 1984 quando si impose nella Coppa Placci, trovò nelle classiche italiane e nelle brevi corse a tappe il suo terreno ideale e diversi furono i successi di tappa nelle principali corse, compresi Giro d'Italia e Tour de France; altre vittorie importanti furono il Giro dell'Emilia, la Coppa Agostoni e il campionato portoghese in linea 1986. Di rilievo furono i secondi posti al Tour de Suisse nel 1984, nella Tirreno-Adriatico 1985 e al Tour de Romandie del medesimo anno. 
Verso la fine della carriera i suoi successi scemarono e riuscì ad imporsi solo in qualche criterium e in tappe di corse di secondo piano. 
Anche suo fratello, Francesco da Silva, fu ciclista professionista.

## Palmarès
- 1980 (C.C.Dudelange)

GP Kellen
Classifica generale Flèche du Sud
- 1983 (Eorotex, una vittoria)

4ª tappa Tour de Luxembourg (Echternach > Diekirch)
- 1984 (Malvor, due vittorie)

Coppa Placci
1ª tappa Giro del Trentino (Folgaria > Fiera di Primiero)
- 1985 (Malvor, sette vittorie)

Coppa Agostoni
4ª tappa Tirreno-Adriatico (Urbisaglia > Porto Recanati)
3ª tappa Tour de Romandie (La Chaux de Fonds > Moutier)
8ª tappa, 2ª semitappa Giro d'Italia (Foggia > Matera)
10ª tappa Giro d'Italia (Crotone > Paola)
Prologo Tour de Suisse (Locarno, cronometro)
Giro dell'Emilia
- 1986 (Malvor, cinque vittorie)

Campionati portoghesi, Prova in linea
Meisterschaft von Zürich
9ª tappa Giro d'Italia (Avezzano > Rieti)
21ª tappa Giro d'Italia (Bassano del Grappa > Bolzano)
3ª tappa Tour du Limousin (Tulle > Guéret)
- 1987 (KAS, una vittoria)

2ª tappa Tour de France (Karlsruhe > Stoccarda)
- 1988 (KAS, cinque vittorie)

Trofeo Luis Puig
4ª tappa Critérium du Dauphiné Libéré (La Roche-sur-Foron > Chambéry)
5ª tappa Vuelta a Galicia (Redondela > Vigo)
3ª tappa Tour de Suisse (Zofingen > Kandersteg)
3ª tappa Tour de France (Le Mans > Évreux)
- 1989 (Carrera Jeans, due vittorie)

2ª tappa Giro d'Italia (Catania > Etna)
1ª tappa Tour de France (Lussemburgo > Lussemburgo)
- 1990 (Carrera Jeans, una vittoria)

1ª tappa, 1ª semitappa Tour de Luxembourg (Lussemburgo, cronometro)
- 1994 (Jumbo-UC Maia-Serrata-Beirão, una vittoria)

1ª tappa GP d'Almocageme (Almoçageme > Almoçageme)

### Altri successi
- 1982 (Royal-Oliver Tex)

Classifica scalatori Tour de Luxembourg
Tour de Kaistenberg
- 1983 (Eorotex-Mavic)

Classifica scalatori Tour de Luxembourg
Classifica scalatori Tour de Suisse
Tour de Kaistenberg
- 1984 (Malvor)

Classifica scalatori Tour de Suisse
Tour de Kaistenberg
- 1985 (Malvor)

Classifica punti Tour de Romandie
- 1986 (Malvor)

Wielsbeke-Ooigem
- 1987 (KAS)

Hegiberg-Rundfahrt
Criterium di Schlossberg
- 1988 (KAS)

Grazer Altstadt Kriterium
Schynberg-Rundfahrt
Classifica punti Tour de Suisse
- 1989 (Carrera Jeans)

Grand Prix Charly Gaul
1ª tappa 2ª semitappa GP de Sintra (Sintra, cronometro)
- 1990 (Carrera Jeans)

Classifica sprint Vuelta a España
Grazer Altstadt Kriterium
- 1991 (Lotus-Festina)

Criterium di Elgg
- 1992 (Kotus-Festina)

Criterium di Elgg
Criterium di Langenthal
- 1993 (Lampre)

Grazer Altstadt Kriterium
- 1994 (Jumbo - UC Maia - Serrata-Beirão)

Criterium di Fontanelas

## Piazzamenti

### Grandi giri
- Giro d'Italia

1982: 78º
1983: 97º
1984: 23º
1985: 33º
1986: 7º
1989: 48º
1990: 49º
1991: 57º
1992: 46º
1993: 73º
- Tour de France

1986: 82º
1987: 64º
1988: 92º
1989: 84º
1990: 108º
1992: 61º
- Vuelta a España

1987: ritirato
1988: 38º
1991: 65º
1993: 64º

### Classiche monumento
- Milano-Sanremo

1983: 100º
1985: 16º
1986: 56º
1987: 111º
1988: 99º
1989: 70º
1990: 16º
1992: 173º
- Parigi-Roubaix

1983: 27º
- Liegi-Bastogne-Liegi

1984: 5º
1985: 9º
1986: 18º
1988: 35º
1989: 37º
1990: 71º
1992: 54º
- Giro di Lombardia

1984: 16º
1986: 5º

### Competizioni mondiali
- Campionati del mondo

Goodwood 1982 - In linea: ritirato
Altenrhein 1983 - In linea: 14º
Barcellona 1984 - In linea: ritirato
Giavera del Montello 1985 - In linea: 16º
Colorado Springs 1986 - In linea: 47º
Villach 1987 - In linea: 58º
Ronse 1988 - In linea: 18º
Chambéry 1989 - In linea: ritirato
Stoccarda 1991 - In linea: ritirato
Benidorm 1992 - In linea: ritirato